# Flaggsnapper
Flaggsnapper (Lutjanus carponotatus) är en fisk i familjen Lutjanidae (vars medlemmar ofta kallas snappers) som finns i Indiska oceanen och västra Stilla havet. 

## Utseende
Flaggsnappern är en fisk med förhållandevis hög kropp, sluttande panna samt avrundade rygg- och analfenor. Ryggfenan består av 10 taggstrålar, följda av 14 till 16 mjukstrålar. Analfenan har en liknande uppbyggnad med 3 taggstrålar och 9 mjukstrålar. Den övre delen av kroppen är blågrå till brun (ofta skär för populationer i djupare vatten), övergående till gulvitt eller vitt på nederdelen och buken. Fenorna är gulaktiga, bröstfenorna med en tydlig svart fläck vid basen, och längs sidorna löper 8 till 9 gula (i synnerhet för populationerna i djupare vatten), orange eller gulbruna strimmor. Arten kan bli 40 cm lång, sällan dock över 30 cm.

## Vanor
Arten lever vid rev på 2 till 80 meters djup. Den samlas ofta i stim om 20 till 30 individer. Som mest kan arten bli 20 år gammal. Födan består främst av fisk, men flaggsnappern tar även kräftdjur som bland annat krabbor.

## Utbredning
Utbredningsområdet omfattar Indiska oceanen och västra Stilla havet från Indien till norra Australien.

## Betydelse för människan
Ett mindre kommersiellt fiske förekommer, men arten har framför allt betydelse som sportfisk. Främsta metoder är fiskspö och långrev, men trålning förekommer också. Fångsten säljes vanligen färsk.